# Gouvernement Cairoli II
Royaume d'Italie
Depretis III Cairoli III
Le gouvernement Cairoli II (Governo Cairoli II, en italien) est le gouvernement du royaume d'Italie entre le 14 juillet 1879 et le 25 novembre 1879, durant la XIIIe législature.

## Composition
Composition du gouvernement
- Gauche historique

### Président du conseil des ministres
Benedetto Cairoli

### Listes des ministres
Bernardino Grimaldi